# Горде (гора)
Го́рде (Хорде, Гордя, Гордя Жабівська) — гора в Українських Карпатах, у масиві Покутсько-Буковинські Карпати. Розташована на гірському хребті Ліснівський в межах Надвірнянського району (частково Верховинського району) Івано-Франківської області, на південний схід від смт Ворохта і на північ від села Волова.
Висота 1478,7 м. Вершина незаліснена, схили стрімкі (особливо південні), порослі лісом. На північний схід розташована гора Лисина Космацька (1465 м), на південний схід — гора Версалем (1406,7 м), за якою здіймається найвища вершина Покутсько-Буковинських Карпат — Ротило (1483 м).